# Spending all my time
「Spending all my time」（スペンディング・オール・マイ・タイム）は、Perfumeの16枚目のシングル。2012年8月15日にPerfume Records / ユニバーサルJから発売された。

## 解説
前作「Spring of Life」以来約4か月ぶりのシングル。
Perfumeのシングルで新曲が3曲以上収録されているのは1st「リニアモーターガール」以来である。
タイトル曲にタイアップが付かないシングルは、『不自然なガール』が収録されている「不自然なガール/ナチュラルに恋して」以来6作振り。
本作のプロモーションで多数の音楽番組に出演したが、タイトル曲が披露されることはなく、代わりにカップリングの「Hurly Burly」が披露された。
2013年10月にリリースされたアルバム「LEVEL3」にはAlbum-mixとしてリミックスされたものが収録されている他、ライブなどで使用される「Extended-mix」も存在する。

### CD
| 全作詞・作曲: 中田ヤスタカ（編曲含む）。 |                                                  |                           |                           |      |
| #                                        | タイトル                                         | 作詞                      | 作曲・編曲                | 時間 |
| 1.                                       | 「Spending all my time」                         | 中田ヤスタカ （編曲含む） | 中田ヤスタカ （編曲含む） | 3:55 |
| 2.                                       | 「ポイント」                                     | 中田ヤスタカ （編曲含む） | 中田ヤスタカ （編曲含む） | 3:48 |
| 3.                                       | 「Hurly Burly」                                  | 中田ヤスタカ （編曲含む） | 中田ヤスタカ （編曲含む） | 5:14 |
| 4.                                       | 「Spending all my time -Original Instrumental-」 | 中田ヤスタカ （編曲含む） | 中田ヤスタカ （編曲含む） | 3:56 |
| 5.                                       | 「ポイント-Original Instrumental-」              | 中田ヤスタカ （編曲含む） | 中田ヤスタカ （編曲含む） | 3:48 |
| 6.                                       | 「Hurly Burly-Original Instrumental-」           | 中田ヤスタカ （編曲含む） | 中田ヤスタカ （編曲含む） | 5:12 |
| 合計時間:                                | 合計時間:                                        | 25:53                     |                           |      |

DVD （初回限定盤のみ）
1. Spending all my time -Video Clip-

## カバー
Spending all my time
- Pentatonix - 日本独自企画アルバム「ペンタトニックス（最強盤）」（2016年7月27日発売）に収録。